# هيميسليلوز

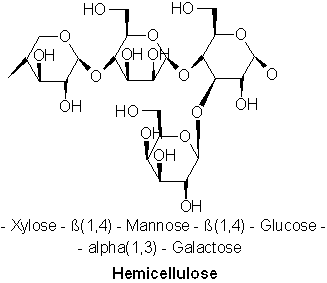
الحافز الجزيئي الأكثر شيوعاً للهيميسليلوز

الهيميسليلوز (المعروف أيضاً باسم بوليوز) هو واحد من عدد من البوليمرات غير المتجانسة (عديدات السكاريد المصفوفة)، مثل أرابينوكسيلان، الموجودة جنباً إلى جنب مع السليلوز في جميع جدران الخلايا النباتية الأرضية تقريباً.
في حين أن السليلوز متبلور وقوي ومقاوم للتحلل المائي، فإن الهيميسليلوز له بنية عشوائية غير متبلورة مع قوة قليلة. يتم تحللها بسهولة عن طريق حمض أو قاعدة مخففة بالإضافة إلى عدد لا يحصى من إنزيمات الهيميسليولاز.

## تركيب
من المعروف أن أنواعاً متنوعة من الهيميسليلوز. تشمل الأمثلة المهمة: زيلان، جلوكورونوكسيلان، أرابينوكسيلان، جلوكومانان، وإكسيلوغلوكان.
هيميسيلولوز هو عديد السكاريد يرتبط غالباً بالسليلوز، ولكن بهياكل وتركيبات مميزة. في حين أن السليلوز مشتق حصرياً من الجلوكوز، فإن الهيميسليلوز تتكون من سكريات متنوعة، ويمكن أن تشمل السكريات المكونة من خمسة كربون مثل الزيلوز والعربيلوز، والسكريات المكونة من ستة كربون مثل الجلوكوز، والمانوز والجلاكتوز، وسكر الرامنوز المكون من ستة كربونات. يحتوي الهيميسليلوز على معظم السكريات D-البنتوز، وأحياناً كميات صغيرة من السكريات L أيضاً. الزيلوز هو في معظم الحالات مونومر السكر الموجود بأكبر كمية، على الرغم من أن المانوز في الأخشاب اللينة يمكن أن يكون السكر الأكثر وفرة. لا يمكن العثور على السكريات العادية في الهيميسليلوز فحسب، بل يمكن أيضاً العثور على أشكالها المحمضة، على سبيل المثال حمض الجلوكورونيك وحمض الجالاكتورونيك.

## مقارنة هيكلية مع السليلوز
على عكس السليلوز، تتكون الهيميسليلوز من سلاسل أقصر 500-3000 وحدة سكر. في المقابل يتكون كل بوليمر من السليلوز من 7000-15000 جزيء جلوكوز. بالإضافة إلى ذلك قد تكون الهيميسليلوز عبارة عن بوليمرات متفرعة، بينما السليلوز غير متفرع. يتم تضمين الهيمسيلولوز في جدران الخلايا للنباتات، وأحياناً تشكل سلاسل "أرضية'' فهي ترتبط في البكتين، في السليلوز لتشكيل شبكة من الألياف المتشابكة.

قسم من جدار خلية الهيميسليلوز باللون الأخضر

بناءً على الاختلافات الهيكلية مثل: روابط العمود الفقري، والمجموعات الجانبية، بالإضافة إلى عوامل أخرى مثل: الوفرة والتوزيع في النباتات، يمكن تصنيف الهيميسليلوز إلى أربع مجموعات على النحو التالي: 1) الزيلان، 2) المانان، 3) الارتباط المختلط β جلوكان، 4) الزيلوغلوكان.
الزيلان
على الأغلب تتكون الزيلانات من العمود الفقري لمخلفات الزيلوز المرتبطة β-(1→4). ويمكن تقسيمها إلى هوموكسيلانس وهيتروكسيلان. الهوموكسيلانات لديها العمود الفقري للمخلفات D- زيلوبيرانوز المرتبطة β(1→3) أو مختلطةβ(1→3، 1→4)-الروابط الجليكوسيدية. هوماكسيلانس تحمل أساس الوظائف الهيكلية. الهتروكسيلانات مثل الجلوكورونوكسيلانات، جلوكورونوارابينوكسيلانس، والهيدروكسيلانات المعقدة، لديها العمود الفقري لفروع د-زيلوبيرانوس والكربوهيدرات القصيرة. على سبيل المثال جلوكورونوكسيلان لديه استبدال مع α-(1→2) المرتبطة جلوكورونوزيل و 4-O-ميثيل جلوكورونوسيل المخلفات. وأرابينوكسيلانس وجلوكورونوارابينوكسيلان تحتوي على بقايا أرابينوس تُعَلق على العمود الفقري.
مانانس

زيلان في الخشب الصلب

يمكن تصنيف الهيميسيلولوز من نوع المنان إلى نوعين استناداً إلى فَرق السلسلة الرئيسي، غالاكتومانانس وجلوكومانانس. غالاكتومانس لديها فقط β-(1→4) ترتبط D- مانوبيرانوز المخلفات في سلاسل خطية. تتكون جلوكومانانس من كل من β-(1→4) المرتبطة D- مانوبيرانوز و β-(1→4) المرتبطة D- جلوكوبيرانوز المخلفات في السلاسل الرئيسية. أما بالنسبة للسلاسل الجانبية فإن بقايا د- جالاكتوبيرانوز تميل إلى أن تكون مرتبطة ب 6 أنواع كسلاسل جانبية واحدة مع كمية مختلفة.
الربط المختلط β-الجلوكان
عادةً ما يحتوي تشكيل سلاسل جلوكان الوصلة المختلطة على كتل من D- جلوكوبيرانوزβ- (1 → 4) مفصولة بـD- جلوكوبيرانوز β- (1 → 3). يبلغ عدد سكان β- (1 → 4) و β- (1 → 3) حوالي 70٪ و 30٪. تتكون هذه الجلوكان بشكل أساسي من شرائح السيلوتريوزيل (C18H32O16) والسيلوتراوزيل (C24H42O21) بترتيب عشوائي. هناك بعض الدراسات تظهر النسبة المولية لسيلوتريوزيل/سيلوتراوزيل للشوفان (2.1-2.4)، الشعير (2.8-3.3)، والقمح (4.2-4.5).
زيلوجلوكانز

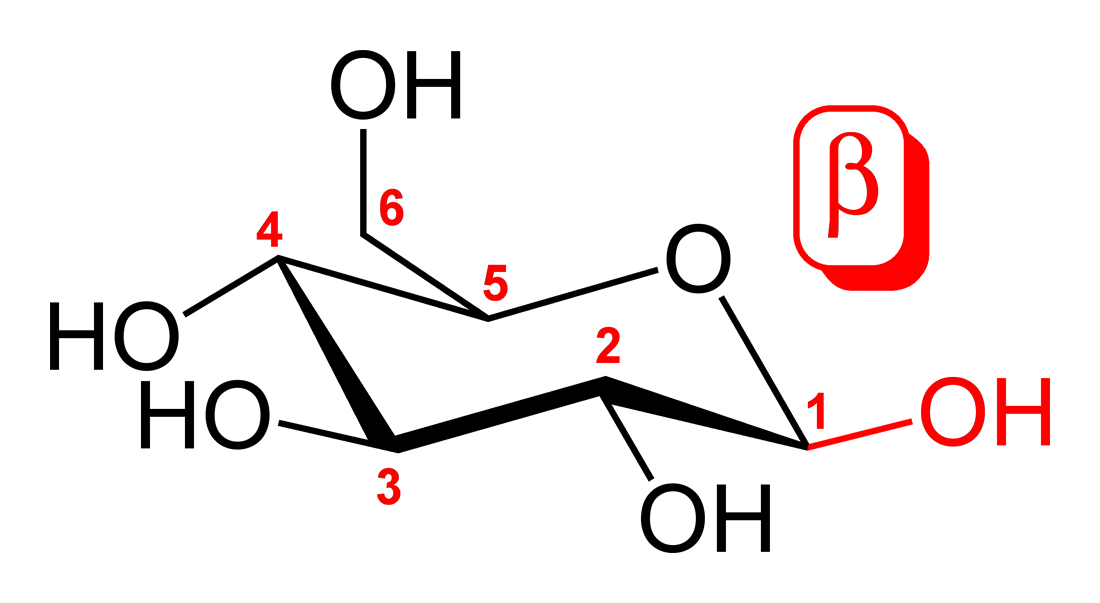
بيتا د جلوكوبيرانوز مع مواضع الكربون.

زيلوجلوكانز لديها العمود الفقري مماثلة للسليلوز معα-D- زيلوبيرانوز المخلفات في الموقف 6. لوصف سلاسل جانبية مختلفة بشكل أفضل، يتم استخدام رمز حرف واحد لكل نوع سلسلة جانبية. G -- بقايا Glc غير المكشطة؛ X -- α-d-Xyl-(1→6)-Glc. L -- β-Gal , S -- α-l-Araf, F-- α-l-Fuc.هذه هي السلاسل الجانبية الأكثر شيوعاً.
يتم تحديد النوعين الأكثر شيوعاً من زيلوجلوكانز في جدران الخلايا النباتية كما XXXG وXXGG.

## التخليق الحيوي
يتم تصنيع الهميسيليلوز من نيوكليوتيدات السكر في جهاز جولجي بالخلية. يشرح نموذجان تركيبهما: 1) «نموذج مكون من مكونين» حيث يحدث التعديل في بروتينين عبر الغشاء، و 2) «نموذج من مكون واحد» حيث يحدث التعديل فقط في بروتين واحد عبر الغشاء. بعد التوليف يتم نقل الهيميسليلوز إلى غشاء البلازما عبر حويصلات جولجي.
يتم تصنيع كل نوع من أنواع الهيميسليلوز حيوياً بواسطة إنزيمات متخصصة.
يتم تصنيع العمود الفقري لسلسلة منان بواسطة عائلة بروتين شبيهة بالسليلوز A (CSLA) وربما إنزيمات في عائلة بروتين D (CSLD) تشبه السليلوز. منان سينثيزهو إنزيم معين في CSLA، وهو مسؤول عن إضافة وحدات مانوز إلى العمود الفقري. تتم إضافة سلاسل الجالاكتوز الجانبية لبعض المانان بواسطة غالاكتومانان جالاكتوزيل ترانسفيراز. يتوسط أسيتيل مانان بواسطة مانان O-أسيتيل ترانسفيراسي، ومع ذلك لم يتم تحديد هذا الإنزيم بشكل نهائي.
يتم التوسط في تخليق العمود الفقري لـزيوغلوكان عن طريق عائلة البروتين C الشبيه بمركب السليلوز (CSLC)، وخاصة سينسيز جلوكان، والذي يضيف وحدات الجلوكوز إلى السلسلة. يتم أيضاً التوسط في تخليق العمود الفقري لـزيلوغلوكان بطريقة ما عن طريق زيلوسيل ترانسفيراسي، ولكن هذه الآلية منفصلة عن وظيفة الناقل ولا تزال غير واضحة. ومع ذلك يتم استخدام زيلوزيل ترانسفيراز في وظيفة ترانسفيراز الخاصة به لإضافة الزيلوز إلى السلسلة الجانبية. تشمل الإنزيمات الأخرى المستخدمة في تخليق السلسلة الجانبية للزيلوجلوكان الجالاكتوزيل ترانسفيراز (المسؤول عن إضافة الجالاكتوز والذي يتم استخدام شكلين مختلفين منه)، وفوكوسيل ترانسفيراز (المسؤول عن إضافة الفوكوز)، وأسيتيل ترانسفيراسي (المسؤول عن الأستلة).
لا يتم التوسط في تركيب العمود الفقري لـزيلان، على عكس تلك الموجودة في الهميسليلوز الأخرى، بواسطة أي بروتينات تشبه السليلوز. بدلاً من ذلك يعتبر الزيلان سينثيز مسؤولاً عن تخليق العمود الفقري، مما يسهل إضافة الزيلوز. تم تحديد العديد من الجينات لتصنيع الزيلان. يتم استخدام العديد من الإنزيمات الأخرى لإضافة وتعديل وحدات السلسلة الجانبية من الزيلان، بما في ذلك غلوكورونوسيل ترانسفيراز (الذي يضيف وحدات حمض الغلوكورونيك)، زيلوسيل ترانسفيراز (الذي يضيف وحدات زيلوز إضافية)، أرابينوسيل ترانسفيراز (الذي يضيف أرابينوز)، ميثيل ترانسفيراز (المسؤول عن مثيلة)، وأسيتيل ترانسفيراز (مسؤولة عن أستلة). بالنظر إلى أن جلوكان الارتباط المختلط عبارة عن بوليمر متجانس غير متفرع من الجلوكوز، فلا يوجد تخليق سلسلة جانبية؛ فقط إضافة الجلوكوز إلى العمود الفقري في رابطين، β1-3 و 1-4. يتم التوسط في تخليق العمود الفقري عن طريق الإنزيمات الموجودة في عائلات البروتين الشبيه بمركب السليلوز F و H (CSLF و CSLH)، وتحديداً سينسيز الجلوكان. تم تحديد عدة أشكال من سينسيز جلوكان من CSLF و CSLH. كلهم مسؤولون عن إضافة الجلوكوز إلى العمود الفقري وجميعهم قادرون على إنتاج روابط 1-3 و β1-4، ومع ذلك من غير المعروف مدى مساهمة كل إنزيم محدد في توزيع β1-3 و β1-4 الروابط.

## التطبيقات
في عملية اللب الكبريتيت، يتحلل الهيميسليلوز إلى حد كبير بالماء بواسطة سائل اللب الحمضي الذي ينتهي في السائل البني حيث يمكن استخدام السكريات السداسية المخمرة (حوالي 2٪) لإنتاج الإيثانول. تم تطبيق هذه العملية بشكل أساسي على السوائل البنية كبريتات الكالسيوم.
- أرابينوجالاكتان

يمكن استخدام أرابينوجالاكتانس كمستحلبات ومثبتات ومواد رابطة وفقاً لقانون الغذاء والدواء ومستحضرات التجميل الفيدرالي. يمكن أيضاً استخدام أرابينوجالاكتانز كعامل ربط في المحليات.
- زيلان

تُظهر الأفلام التي تعتمد على مادة الزيلان نفاذية منخفضة للأكسجين، وبالتالي فهي ذات أهمية محتملة كتغليف للمنتجات الحساسة للأكسجين.
- أغار

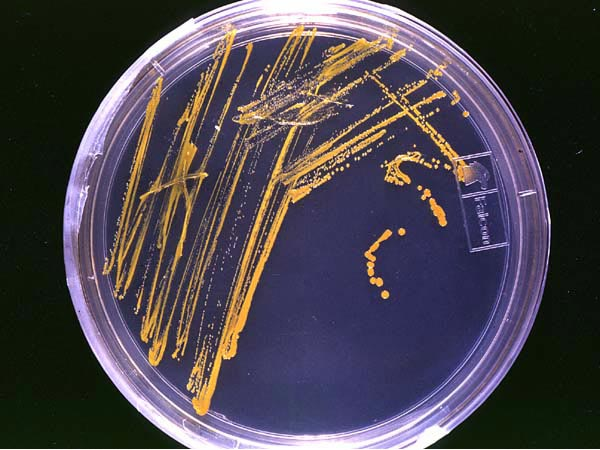
طبق بتري مع مستعمرات بكتيرية على وسط نمو قائم على أجار

يستخدم أغار في صنع الجيلي والحلويات. إنه أيضاً وسط نمو مع مغذيات أخرى للكائنات الحية الدقيقة.
- كوردلان

يمكن استخدام كوردل في استبدال الدهون لإنتاج غذاء عند تذوقه يضفي إحساس في الفم بوجود منتجات تحتوي على دهون حقيقية.
- بيتا جلوكان

يلعب بيتا جلوكان دوراً مهماً في المكملات الغذائية بينما يعد بيتا جلوكان أيضاً واعداً في القضايا المتعلقة بالصحة، خاصة في التفاعلات المناعية وعلاج السرطان.
- زانثان

الزانثان، مع السكريات الأخرى يمكن أن يشكل مواد هلامية ذات لزوجة عالية للمحلول والتي يمكن استخدامها في صناعة النفط لتكثيف طين الحفر. في صناعة المواد الغذائية، يستخدم الزانثان في منتجات مثل الضمادات والصلصات.
- الجينات

تلعب الألجينات دوراً مهماً في تطوير المنسوجات المضادة للميكروبات نظراً لخصائصها الصديقة للبيئة، ومستوى التصنيع العالي باعتباره بوليمر حيوي مستدام.

## الوظائف الطبيعية
هيميسيلولوز في الخلايا النباتية

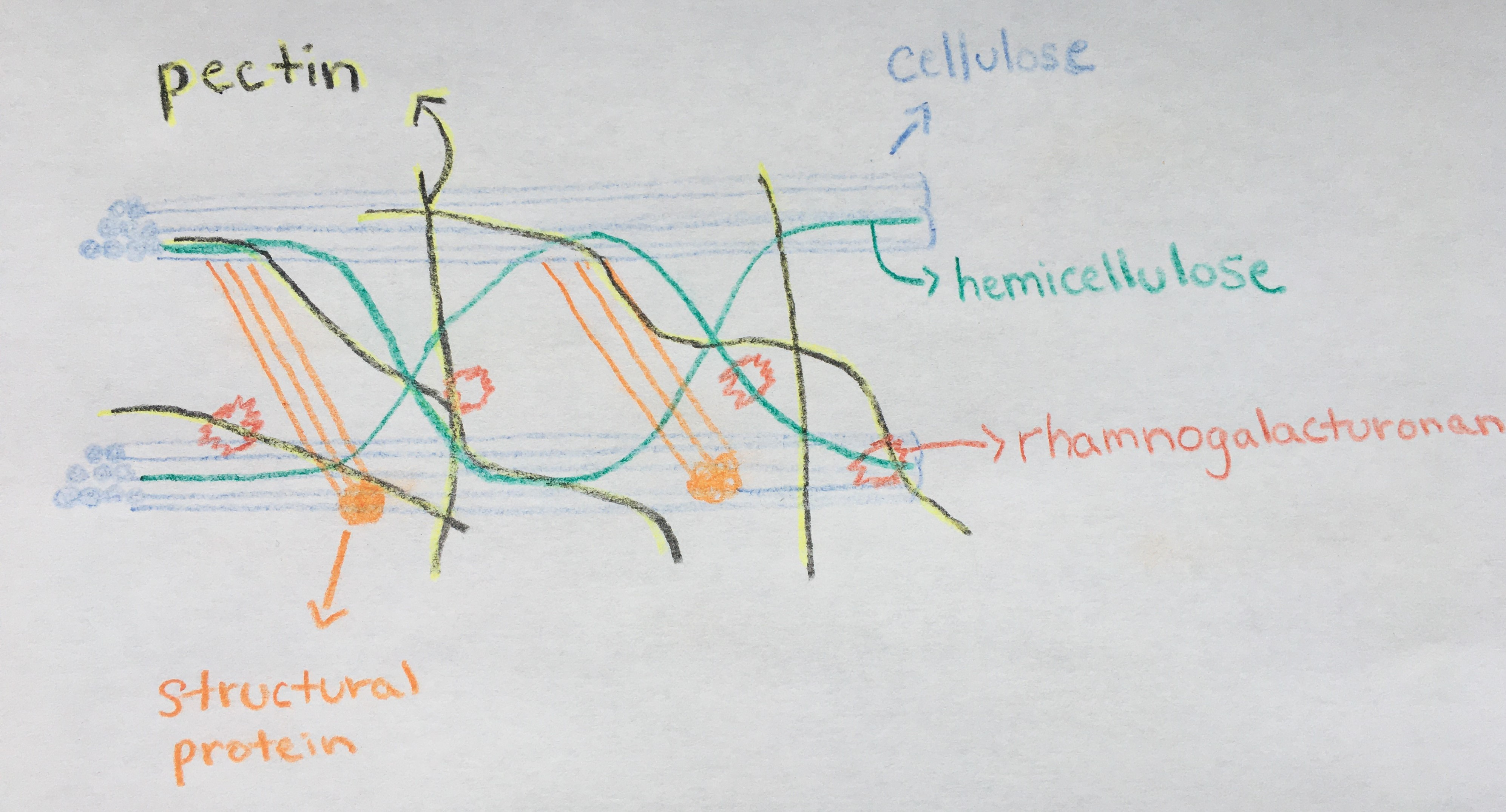
مساهمة الهيميسليلوز في الدعم الهيكلي داخل الخلايا النباتية

- جنباً إلى جنب مع السليلوز في جدران الخلايا النباتية، يساعد الهيميسليلوز على تقوية جدار خلية الهيميسليلوز
  - الهيميسيليلوز أيضاً مركب متعدد السكاريد في جدران الخلايا النباتية على غرار السليلوز.
- يتفاعل مركب الهيميسليلوز مع السليلوز من خلال توفير الربط المتبادل لألياف السليلوز الدقيق.[5]
  - يبحث الهيميسليلوز عن الفراغات في جدار الخلية أثناء تكوينه ويوفر الدعم حول ألياف السليلوز.
    - تتم هذه العملية عن طريق الهيميسليلوز لتجهيز جدار الخلية بأقصى قوة ممكنة يمكن أن توفرها.[5]

- يهيمن الهيميسليلوز على الصفيحة الوسطى للخلية النباتية، على عكس السليلوز الموجود أساساً في الطبقات الثانوية.
  - يسمح هذا للهيميسليلوز بتوفير دعم أرضي وسطي للسليلوز على الطبقات الخارجية للخلية النباتية.

- في عدد قليل من جدران الخلايا، سيتفاعل الهيميسليلوز أيضاً مع اللجنين لتوفير دعم هيكلي للأنسجة لمزيد من نباتات الأوعية الدموية.[2]

## إستخلاص
هناك طرق عديدة للحصول على هيميسليلوز. كلها تعتمد على طرق الاستخراج من خلال الأخشاب الصلبة أو أشجار الأخشاب اللينة المطحونة في عينات أصغر في الأخشاب الصلبة، يكون مستخلص الهيميسليلوز الرئيسي هو الجلوكورونوكسليان (زيلان الأسيتيل)، بينما يوجد الجالاكتوغلوكومانان في الأخشاب اللينة قبل الاستخراج ، يجب عادةً طحن الخشب إلى شرائح خشبية بأحجام مختلفة اعتماداً على المفاعل المستخدم. بعد ذلك يتم استخدام عملية استخراج الماء الساخن، والمعروفة أيضاً باسم التحلل الذاتي أو المعالجة الحرارية المائية، مع إضافة الأحماض والقواعد لتغيير حجم المحصول وخصائصه. الميزة الرئيسية لاستخراج الماء الساخن هي أنه يوفر طريقة حيث تكون المادة الكيميائية الوحيدة المطلوبة هي الماء، مما يجعله صديقاً للبيئة ورخيصاً.[بحاجة لمصدر]
الهدف من معالجة الماء الساخن هو إزالة أكبر قدر ممكن من الهيميسليلوز من الخشب. يتم ذلك من خلال التحلل المائي للهيميسليلوز للحصول على أوليغومرات وزيلوز أصغر. الزيلوز عندما يصبح مجففا يصبح فورفورال. عندما يكون الهدف من الزيلوز والفورفور، تتم إضافة محفزات الحمض، مثل حمض الفورميك، لزيادة انتقال السكاريد إلى السكريات الأحادية. وقد ثبت أيضاً أن هذا المحفز يستخدم أيضاً تأثير مذيب للمساعدة في التفاعل.
تتمثل إحدى طرق المعالجة المسبقة في نقع الخشب بالأحماض المخففة (بتركيزات حوالي 4٪). هذا يحول الهيميسليلوز إلى سكريات أُحادية. عندما تتم المعالجة المسبقة بقواعد (على سبيل المثال هيدروكسيد الصوديوم أو البوتاسيوم) فإن هذا يدمر بنية اللجنين. هذا يغير الهيكل من متبلور إلى غير متبلور. المعالجة المائية الحرارية هي طريقة أخرى. [بحاجة لشرح] هذا يوفر مزايا مثل عدم الحاجة إلى مذيبات سامة، ولا توجد مفاعلات خاصة، ولا توجد تكاليف إضافية للتخلص من المواد الكيميائية الخطرة.
تتم عملية استخلاص الماء الساخن في مفاعلات دفعية أو مفاعلات شبه مستمرة أو مفاعلات طينية مستمرة. بالنسبة للمفاعلات الدفعية وشبه المستمرة، يمكن استخدام عينات الخشب في ظروف مثل الرقائق أو الكريات بينما يجب أن يحتوي مفاعل الطين على جزيئات صغيرة مثل 200 إلى 300 ميكرومتر. في حين أن حجم الجسيمات يقلل من إنتاج العائد كذلك. هذا يرجع إلى زيادة السليلوز.[بحاجة لمصدر]
يتم تشغيل عملية الماء الساخن في نطاق درجة حرارة من 160 إلى 240 درجة مئوية من أجل الحفاظ على المرحلة السائلة. يتم ذلك فوق نقطة الغليان العادية للماء لزيادة إذابة الهيميسليلوز وإزالة البلمرة من السكريات. يمكن أن تستغرق هذه العملية عدة دقائق إلى عدة ساعات حسب درجة حرارة النظام ودرجة حموضتهPH. تؤدي درجات الحرارة المرتفعة المقترنة بأوقات الاستخراج الأعلى إلى إنتاجية أعلى. يتم الحصول على عائد أقصى عند درجة حموضة 3.5. إذا كان أدناه، فإن عائد الاستخراج ينخفض بشكل كبير. من أجل التحكم في الرقم الهيدروجيني، تتم إضافة بيكربونات الصوديوم بشكل عام. يمنع بيكربونات الصوديوم التحلل الذاتي لمجموعات الأسيتيل وكذلك يمنع روابط الغليكوسيد. اعتماداً على درجة الحرارة والوقت، يمكن تحويل الهيميسليلوز إلى أوليغومرات ومونومرات ولغنين.